# Phyllocleptis
Phyllocleptis là một chi bọ cánh cứng trong họ Chrysomelidae.
Chi này được miêu tả khoa học năm 1912 bởi Weise.

## Các loài
Các loài trong chi này gồm:
- Phyllocleptis hirtipennis (Jacoby, 1887)
- Phyllocleptis javana (Jacoby, 1886)
- Phyllocleptis jucunda Weise, 1912
- Phyllocleptis marginata (Jacoby, 1887)
- Phyllocleptis nigripennis (Jacoby, 1886)
- Phyllocleptis nigripes Weise, 1912